# Rügen
Rügen (latinul Rugia) Németországhoz tartozó sziget a Balti-tengerben, Mecklenburg-Elő-Pomeránia tartományban. A szárazföldhöz a 96-os főút hídja köti.

## Földrajzi adottságok
A sziget 926 km²-n (más forrás szerint 976 km²) terül el, és meglehetősen tagolt. Észak-déli kiterjedése 51,4 km, kelet-nyugati hossza 42,8 km. Legmagasabb pontja a Piekberg a maga 161 méter magasságával.
A fősziget mellett a rügeni vidék számos kisebb szigetből, szigetcsoportból áll. Ezek nyugaton: Hiddensee és Fährinsel, Ummanz, Liebitz, Heuwiese, Öhe, Liebes, Urkevitz, Beuchel; délkeleten Vilm, délen pedig Tollow.
A sziget félszigetekben is gazdag. Rügen félszigetei: Mönchgut, Zudar, Drigge, Glewitzer Ort, Jasmund, Wittow, Bug, Pulitz
Rügen régiói a hozzájuk tartozó településekkel:
- Közép-Rügen: Bergen városa, Buschvitz, Parchtitz, Patzig, Ralswiek, Rappin, Sehlen, Thesenvitz, Zirkow
- Jasmund-félsziget: Glowe, Lietzow, Lohme, Sagard, Sassnitz
- Wittow : Altenkirchen, Breege, Putgarten, Dranske, Wiek
- Délkelet-Rügen (Granitz & Mönchgut ): Ostseebad Binz, Gager, Lancken-Granitz, Middelhagen, Ostseebad Baabe, Ostseebad Sellin, Ostseebad Göhren, Ostseebad Thiessow
- Nyugat-Rügen : Gingst, Kluis, Neuenkirchen, Schaprode, Ummanz, Trent
- Délkelet-Rügen : Altefähr, Rambin, Samtens
- Dél-Rügen : Dreschvitz, Garz, Gustow, Karnitz, Poseritz, Putbus, Zudar-félsziget
- Hiddensee-sziget (fürdő)

Rügen területét 15.407 ha erdő fedi, melyek kiterjedése nő. A partszakasz 574 km hosszú, ezzel hosszabb, mint Mecklenburg-Elő-Pomeránia teljes balti-tengeri partvidéke.
A sziget legmagasabb pontjai: Piekberg, Trenzer Berg, Rugard, valamint Köngistuhl (117 m).

## Népesség
Rügen szigete négy városának (Bergen, Garz, Putbus és Sassnitz) és 38 községének (Gemeinde) lakossága 70 000 fő.

## Közlekedés
Rügen szigetét 1995 km hosszú úthálózat szövi be. A szigeten lefektetett vasúti sínek hossza 80 km, ezen felül 24,2 km gőzös kisvasút. 250 km kerékpárutat építettek ki a szigeten.
A szigeten működő 40 buszvonallal minden település elérhető.
Az 53 kikötőből 22 sport- és yachtkikötő.
A szigeten található egy kisebb repülőtér is Güttin település mellett.

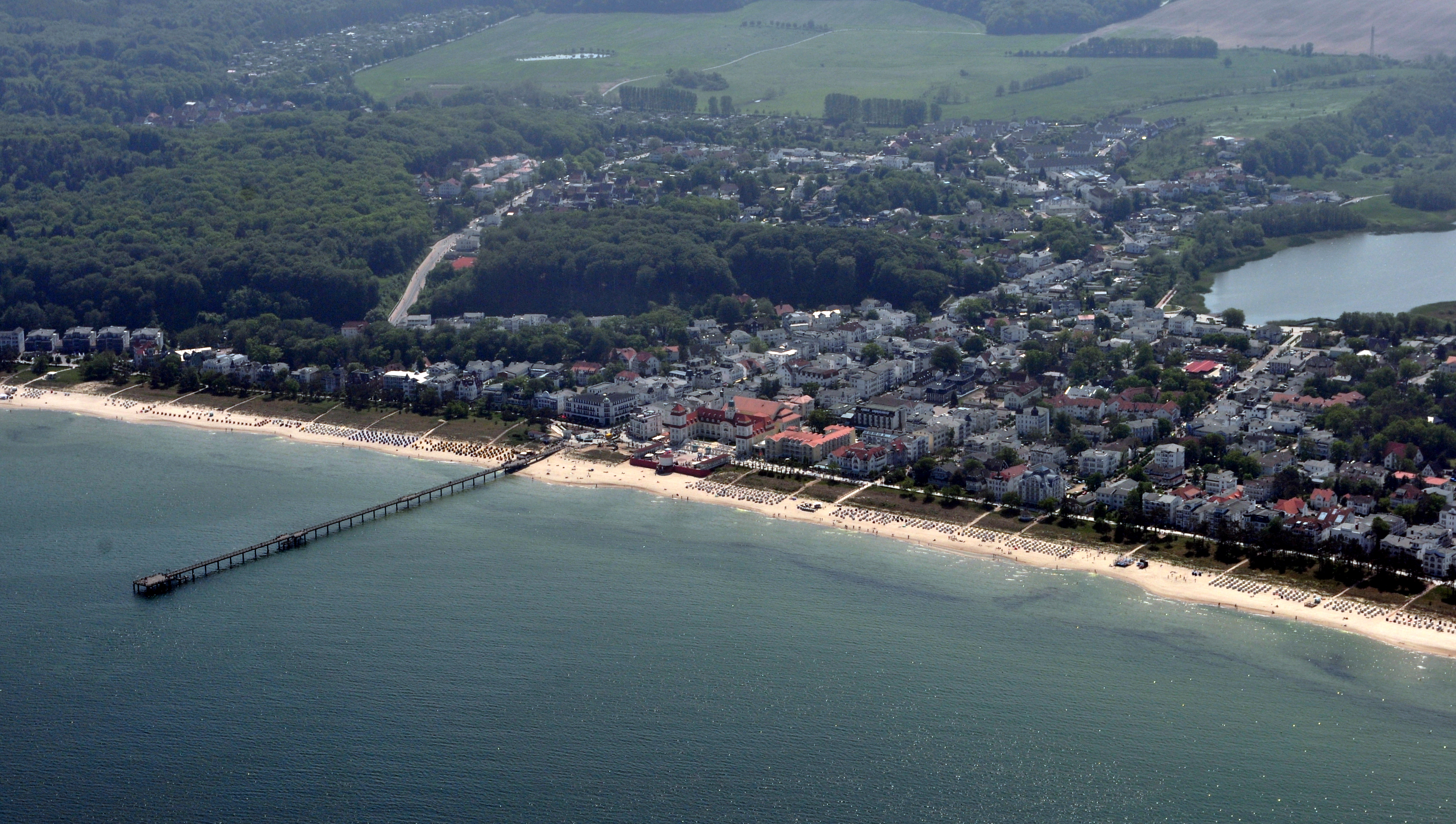
Binz
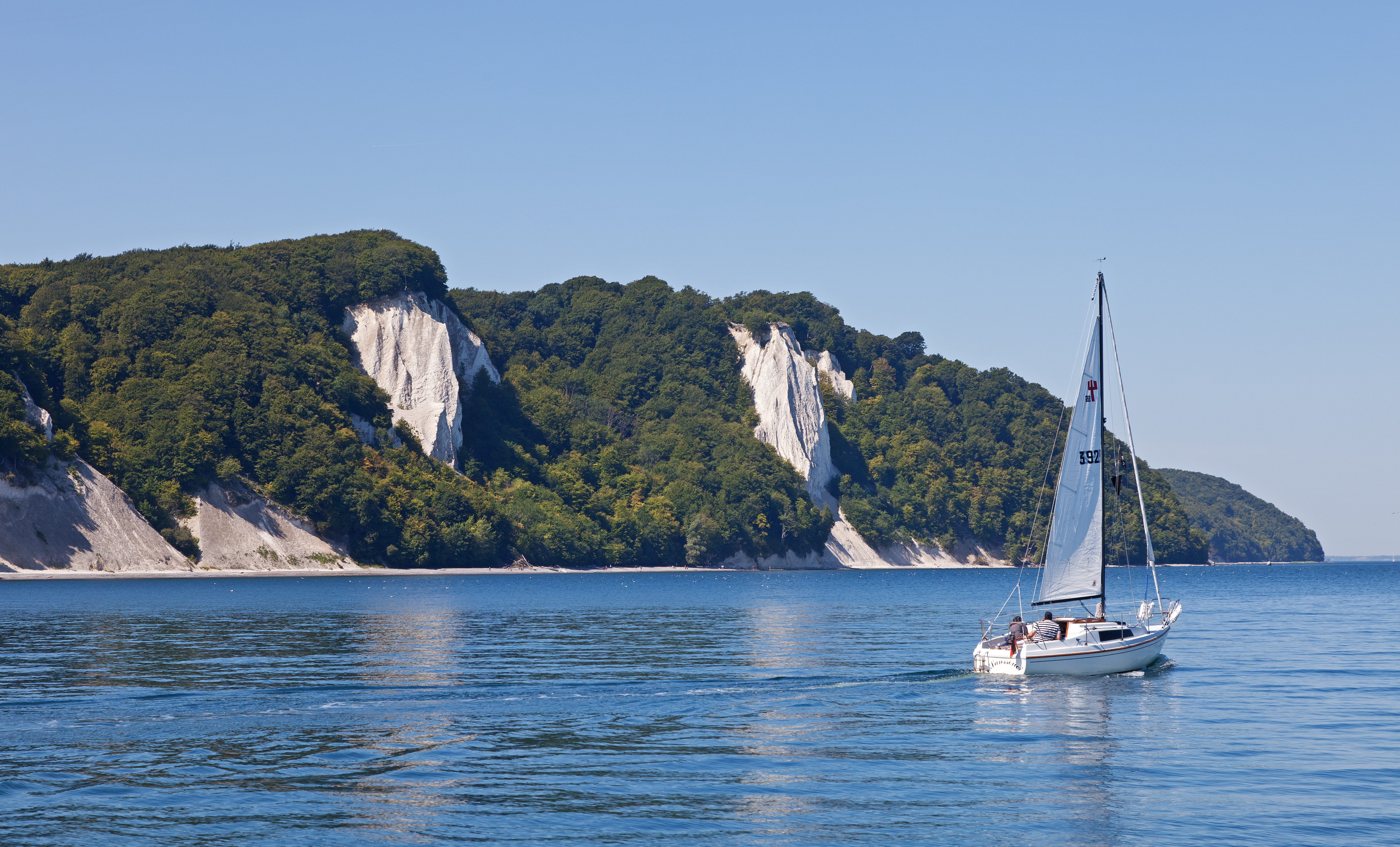
Nationalpark Jasmund

## Közigazgatás
Rügen sziget Mecklenburg-Elő-Pomeránia tartományában önálló közigazgatási területet alkot.

## Látnivalók

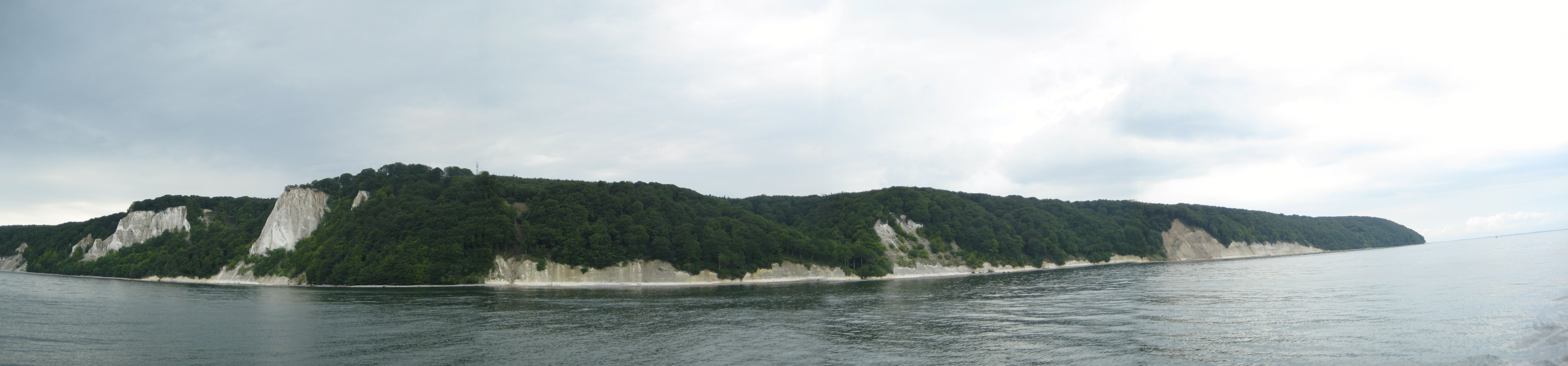
A rügeni sziklás partvidék egy hajóból fényképezve

A sziget látnivalói közül természeti szépsége emelendő ki, a „fehér sziklákkal szabdalt, gyakran erdőkkel borított, vagy éppen homokos partvidék, melynek hosszú (570 km) partvonalát fjordos öblök tarkítják.”
A sziget látnivalói közül kiemelkedő:
- a Spyker-kastély a Jasmund-félszigeten,
- a Granitz vadászház, mely ma múzeumként üzemel,
- Ralswiek-kastély, melynek előkertjében minden évben megrendezik a „Rügen Fesztivált”,
- Ernst Moritz Arndt (1769-1860) emlékmúzeum Garz városában.
- A sziget számos történelem-előtti és ókori emlékkel is büszkélkedhet, melyek főleg síremlékek. A történészek úgy tartják, hogy a neolitikumban Rügen szigetén olyan kézművesipar fejlődött ki a Lietzow-kultúrában, mely fából készült fegyverekkel látta el a kelet-európai térséget[3]
- Prora, hatalmas KdF-üdülőkomplexum a Harmadik Birodalom idejéből[4]

## Történelem

### A történelem előtti idők
A legutolsó jégkorszak gleccserei Kr. e. 8000 körül húzódtak vissza a szigetről. Kétezer évvel később megérkeztek az első germán lakosok. Az ezt követő évszázadok alatt emelték a szigeten nagy számban található ókori síremléket.

### Ókor
Rügen szigete Kr. u. 300 körül a népvándorlás hatására majdnem teljesen elnéptelenedett. Az elvándorló germán törzsek helyét 500 körül a szlávok (ránok, v. rujánok) foglalták el. A pogány szlávok vallási központot rendeztek be a szigeten.

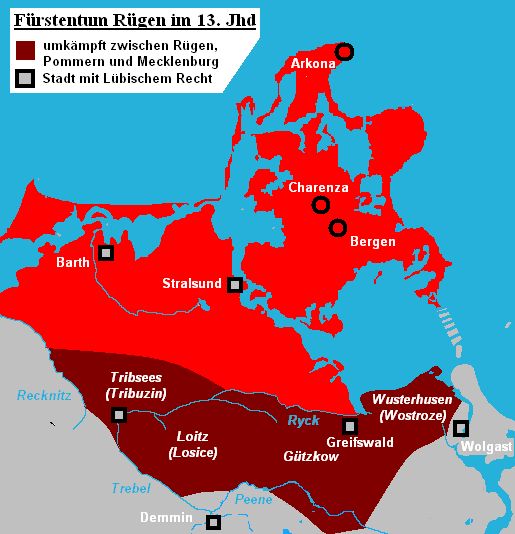
Rügen fejedelemség a 13. században

### Középkor
1168-ban I. Valdemár dán király elfoglalta a Rügen szigetét és kifosztotta Svatovit szentélyét Kap Arkonanál. A kereszténységet a dánok hozták a szigetre, ami azonban egyet jelentett a rügeni szlávok beolvadásával. 
1234 I. Wizlav rügeni fejedelem Stralsund várost alapította meg.
III. Wizlav halála után két rügeni örökösödési háború kitört. 1354 Rügen a pomeránia-wolgasti hercegségnek egy része lett és úgy a Német-római Birodalomba került.
A sziget immáron germán lakosai a harmincéves háborúban a sziget szembenálló hatalmak határainál elterülő pozíciója miatt különösen sokat szenvedtek.

Rügen térképe 1608-ból, Eilhardus Lubinus alkotása

### Újkor
A 17. és 18. században a sziget lakosainak nagy része jobbágysorba süllyedt, mely helyzetet csak 1806-ban oldottak fel a pomerániai alkotmány megszüntetésével.
Rügen 1648 és 1814 között svéd fennhatóság alatt állt, 1807 és 1813 között francia megszállás alatt. A kieli békevel 1814. január 14-én dán fennhatóság alá került. Végül a bécsi kongresszussal német (porosz) terület lett.

### Modern kor
1952-ben alakultak meg Rügen szigetén az első termelőszövetkezetek (Landwirtschaftliche Produktionsgenossenschaften (LPG)).
1989-ben itt is tüntetések zajlottak a kommunista rezsim ellen, melyet a berlini fal leomlása követett. Az első szabad választásokat 1990-ben rendezték. Ugyanebben az évben jelentős területeket helyeztek természetvédelem alá, és szintén 90-ben hagyták el a megszálló szovjet csapatok a szigetet Mukranon keresztül.
2005-ben készült el a Lübeck és a lengyelországi Szczecin (Stettin) városait összekötő keleti-tengeri autópálya (Ostseeautobahn Lübeck-Stettin).